# Frano Gotovac
Frano Gotovac (Split, 31. kolovoza 1928. – Split, 21. siječnja 1990.), hrvatski arhitekt i crtač stripa.

## Životopis
Nakon svršetka gimnazije u Splitu, upisuje Tehnički fakultet u Zagrebu 1951., gdje 1956. u klasi prof. Nevena Šegvića diplomira na Arhitektonskom odsjeku. Po završetku studija vraća se u rodni grad, gdje projektira kako velike zgrade (neboder Krstarica, zgrade Kineski zidovi), tako i male kuće za odmor.

## Strip
Osim arhitekturom, okušao se i u crtanju stripova, koji su objavljivani u Slobodnoj Dalmaciji.
- "Morski vuk" 1953. (po Jacku Londonu objavljen u Horizontovom zabavniku)
- "Tom Haggin prelazi u profesionalce" 1954. Nedjeljna Dalmacija ( i svi nadalje u Nedjeljnoj)
- "Crni biser" 1955.
- "Grad samoubojica" 1956.
- "Anđeo sjevera" 1958.
- "Lovci na čaplje" 1960.
- "Zemlja slijepih" 1963.
- "Ucjena" 1979.

## Vanjske poveznice
- Gotovac, Frano Hrvatska tehnička enciklopedija, portal hrvatske tehničke baštine. LZMK